# Teofil Krasnosielski
Teofil Krasnosielski (ur. 23 listopada 1841 w Daniszynie w d. powiecie odolanowskim  – zm. 28 listopada 1912 w Krakowie) – doktor, pierwszy polski indolog, filolog.
Syn właściciela dóbr ziemskich. Absolwent Królewskiego Katolickiego Gimnazjum w Ostrowie (matura 1858). Początkowo studiował w Berlinie, od 1861 na Wydziale Filozoficznym Uniwersytetu Wrocławskiego, gdzie też uzyskał stopień doktora. W latach 1861–1862 był członkiem Towarzystwa Literacko-Słowiańskiego. Był profesorem gimnazjalnym w Warszawie. Do 1890 był profesorem Gimnazjum św. Anny w Krakowie, 1890-1897 profesorem Gimnazjum św. Jacka ([1] str. 72). 
6 września 1897 przeszedł w stan spoczynku. 

## Publikacje
- Próby literatury indyjskiej - "Biblioteka Warszawska", nr 3(103), 1866, s. 84-121, 325-362; nr 4(104), 1866, s. 32-53.
- Literatura indyjska, w: Dzieje literatury powszechnej z illustracyami, T.1 Dzieje literatury starożytnej opracowane przez J.A. Święcickiego, T. Krasnosielskiego, I. Radlińskiego, K. Kaszewskiego i F. Łagowskiego, Księgarnia S. Lewentala, Warszawa 1880, s. 59-144.